# Ловел, Джон, 2-й барон Ловел
Джон Ловел (англ. John Lovell; погиб 24 июня 1314 при Бэннокбёрне, Королевство Шотландия) — английский аристократ, 2-й барон Ловел из Тичмарша с 1310 года, сын Джона Ловела, 1-го барона Ловела, и Джоан де Рос. После смерти отца в 1310 году унаследовал баронский титул и земли в Нортгемптоншире и Оксфордшире с центрами в Тичмарше и Минстер Ловеле соответственно. Участвовал в войне в Шотландии, погиб в битве при Бэннокбёрне.
Ловел был женат на Мод Бёрнелл, дочери сэра Филиппа Бёрнелла и Мод Фицалан, сестре и наследнице Эдуарда, барона Бёрнелла. В этом браке родились сын Джон (приблизительно 1314—1347), ставший 3-м бароном Ловелом, и дочь Джоан.
Вдова барона до 4 декабря 1315 года вступила во второй брак, с сэром Джоном де Хаудло, и позже стала матерью Николаса Бёрнелла, 1-го барона Бёрнелла.